# Enriqueta Carlota de Nassau-Idstein
Enriqueta Carlota de Nassau-Idstein (9 de noviembre de 1693 - 8 de abril de 1734) fue una noble alemana miembro de la Casa de Nassau y por matrimonio duquesa de Sajonia-Merseburgo.
Nacida en el Castillo de Idstein, Idstein, era la cuarta de los doce hijos nacidos del matrimonio del conde (y desde 1688 príncipe) Jorge Augusto de Nassau-Saarbrücken-Idstein y de Enriqueta Dorotea de Oettingen-Oettingen. De sus once hermanos, solo cuatro alcanzaron la edad adulta: Cristina Luisa (por matrimonio princesa de Frisia Orienta), Albertina Juliana (por matrimonio princesa heredera de Sajonia-Eisenach), Augusta Federica (por matrimonio princesa de Nassau-Weilburg) y Juanita Guillermina (por matrimonio condesa de Lippe-Detmold).

## Vida
En Idstein el 4 de noviembre de 1711, Enriqueta Carlota se casó secretamente con el Duque Mauricio Guillermo de Sajonia-Merseburgo.
Después de ocho años de unión sin hijos, el 23 de junio de 1720 la Duquesa dio a luz una hija, Federica Ulrica, que murió a las pocas horas. Aunque oficialmente aparece como hija del Duque, es altamente probable que fuera el producto de un affair de su madre con Friedrich Carl von Pöllnitz, Hofmarshal de Enriqueta Carlota y amante durante varios años.
Después de la muerte de su marido en 1731, Enriqueta Carlota se retiró al Castillo de Delitzsch, Delitzsch, donde abiertamente vivió con Pöllnitz hasta su muerte tres años después a la edad de 40 años. Fue enterrada en la Iglesia de la Ciudad de los Santos Pedro y Pablo (Stadtkirche SS Peter und Paul), Delitzsch.